# Station Goring & Streatley
Goring & Streatley is een spoorwegstation van National Rail aan de Great Western Main Line in Goring-on-Thames, South Oxfordshire in Engeland. Het station is eigendom van Network Rail en wordt beheerd door Great Western Railway. Het station is geopend in 1840.